# House of Lords (album)
House of Lords è il primo album degli House of Lords, uscito nel 1988 per l'etichetta discografica Simmons Records/RCA Records.

## Tracce
1. Pleasure Palace (Giuffria, Isley) 6:21
2. I Wanna Be Loved (Johnstad, Meyer) 3:22
3. Edge of Your Life (Alstadt, Cordola, Wright) 5:19
4. Lookin' for Strange (Christian, Cordola, Giuffria, Wright) 4:03
5. Love Don't Lie (Bush) 4:19 (Stan Bush Cover)
6. Slip of the Tongue (Giuffria, Isley, Nielsen) 3:30
7. Hearts of the World (Cordola, Giuffria, Wright) 4:17
8. Under Blue Skies (Giuffria, Isley, Warman) 4:36
9. Call My Name (Christian, Cordola, Giuffria, Wright) 4:04
10. Jealous Heart (Giuffria, Isley, Roberts) 4:38

### Tracce aggiunte nel Remaster (2000)
- 11. Love Don't Lie (Remix)

## Formazione
- James Christian - voce
- Lanny Cordola - chitarra
- Chuck Wright - basso
- Ken Mary - batteria
- Gregg Giuffria - tastiere

### Altri musicisti
- Jeff Scott Soto - cori